# Waraji

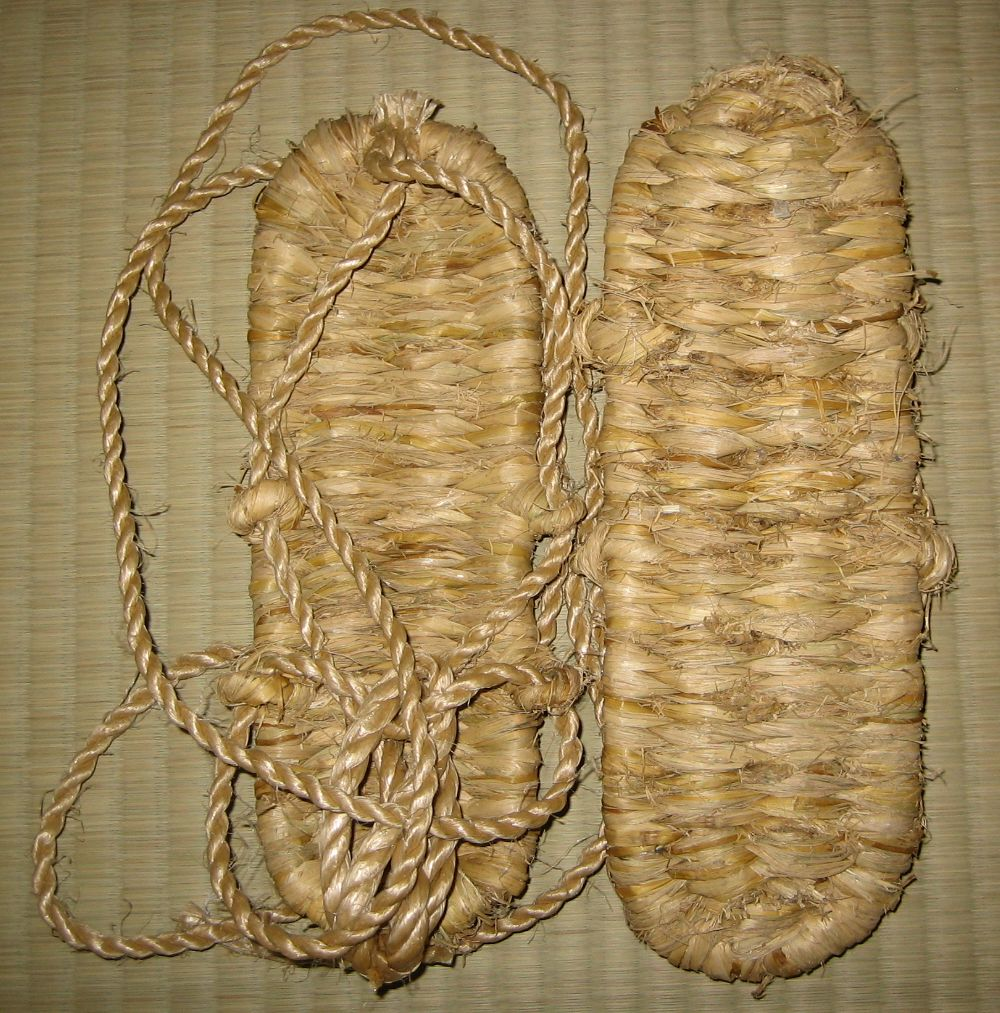
Une paire de waraji.

Les waraji (草鞋) sont des sandales japonaises faites de corde de paille de riz. Elles sont composées d'une semelle et de lanières de corde, les lanières servant au laçage qui se fait autour de la cheville.
Dans le Japon ancien, les waraji étaient les chaussures du peuple. Solidement arrimées au pied, séchant vite, elles permettaient de marcher dans les rizières. Du fait de leur faible coût et de leur solidité, elles étaient également appréciées par les moines bouddhistes ainsi que par les samouraïs qui avaient à parcourir de longues distances à pied. Il existait également des modèles destinés aux chevaux.
Aujourd'hui, elles ne sont plus guère portées que par les moines.